# Kóródy Béla
Kórodi és tusnádi Kóródy Béla (Miskolc, 1898. szeptember 1. – Budapest, 1944. november 30.) író, újságíró.

## Élete
Kóródy Lajos és Trencsánszky Matild fia. Eleinte parlamenti újságíró volt, a Pesti Napló szerkesztőségében dolgozott, majd az 1930-as, 1940-es években a Friss Újság munkatársa volt. Később ugyanitt helyettes szerkesztő lett, regényeit is a Friss Újság Színes Regénytára című sorozatban adták közre. 1939. december 7-én Budapesten, az Erzsébetvárosban házasságot kötött a nála 16 évvel fiatalabb, kisperkátai születésű Füleki Máriával, Füleki József és Steiner Julianna lányával. A második világháborúban tartalékos hadnagyként szolgált és előbb a keleti hadszíntéren, majd az ún. haditudósító század budapesti törzsénél működött. Utóbbi helyen háborúellenes propagandát folytatott frontélményei hatására, valamint a Bajcsy-Zsilinszky-féle nemzeti felkelési bizottság katonai vezetőivel is együttműködött. Árulás miatt elfogták, s Kiss János altábornagyot és társait követően őt is kivégezték.

## Művei
- Halott a sínek mellett (regény, Bp., 1937)
- Robbanás a bányában (regény, Bp., 1938)
- Vörös hó (regény, Bp., 1939)